# Església de Sant'Alberto Magno
L'església de Sant'Alberto Magno és un lloc de culte catòlic de Roma, situat al carrer delle Vigne Nuove al municipi de Roma III.

## Història
L'església va ser construïda entre 1989 i 1991 segons un projecte de Sandro Benedetti. Hi insisteix la parròquia del mateix nom, erigida l'1 de setembre de 1983 i confiada al clergat diocesà de Roma.
L'orgue de tubs és obra de Leonardo Forti i data de 1996; té transmissió elèctrica amb sistema múltiple, disposa de 35 registres (dels quals 6 reals) sobre dos manuals i pedal.

## El títol cardenalici
Sant'Alberto Magno (llatí: Titulus Sancti Alberti Magni) és un títol cardenalici instituït pel papa Francesc el 19 de novembre de 2016

### Titulars
- Anthony Soter Fernandez † (19 de novembre de 2016 - 28 d'octubre de 2020 mort)
- Virgílio do Carmo da Silva, S.D.B., des del 27 d'agost de 2022